# Passioni e manie
Passioni e manie è il primo album da solista del cantautore italiano Luca Madonia, pubblicato dall'etichetta discografica WEA Italiana nel 1991.
I brani sono stati interamente composti dallo stesso interprete, che ne ha curato gli arrangiamenti insieme a Mauro Paoluzzi, produttore del disco.
L'album contiene 8 tracce nei formati long playing e musicassetta, mentre nella versione su CD è stato inserito in coda alla scaletta un'ulteriore canzone.

## Tracce
1. Tu chi sei
2. Diamoci una chance
3. Solo come pare a te
4. Gelida nebulosa
5. Non credo a niente
6. Voglio la mia storia
7. Una mattina d'agosto
8. Oltre i tuoi occhi
9. Ma fuori piove (disponibile solo su CD)

## Formazione
- Luca Madonia – voce, chitarra, sintetizzatore, fisarmonica, pianoforte
- Mauro Paoluzzi – batteria, cori, chitarra, tastiera
- Alberto Crucitti – chitarra, programmazione, sintetizzatore
- Nicolò Fragile – pianoforte, tastiera, organo Hammond
- Claudio D'Onofrio – chitarra, cori
- Paolo Costa – basso
- Andrea Mirò, Giorgio Vanni – cori